# Ingeborg Reichelt
Ingeborg Reichelt (Fráncfort del Óder, 11 de mayo de 1928 – 27 de junio de 2022) fue una soprano alemana, conocida por su interpretación de obras de Johann Sebastian Bach.

## Biografía
Nació el 11 de mayo de 1928 en Fráncfort del Óder. Estudió en Dresde y en la Musikakademie de Hamburgo (cantando, bailando y actuando). Asimismo cursó estudios de Fisiología. Se graduó como profesora de música en 1950 y pasó su examen en concierto como alumna de Henny Wolffs en 1953. En 1975 fue nombrada profesora de la Robert Schumann Hochschule en Düsseldorf. Entre sus alumnos se encuentran Andreas Schmidt. Escribió el libro Die Balance im Gesang (El equilibrio en el canto), publicado por Ricordi en 2004. Desde 1959 hasta su muerte en 2010, estuvo casada con Hans-Joachim Herrmann, que era abogado y expiloto de la Luftwaffe en la Segunda Guerra Mundial.

## Repertorio
Se centró en el canto de oratorios y Lieder. Realizó grabaciones de las cantatas de Bach con directores como Helmuth Rilling, Karl Ristenpart y Kurt Thomas. Con frecuencia era solista en el ciclo de cantatas grabadas con Fritz Werner dirigiendo el Heinrich-Schütz-Chor Heilbronn y la Orquesta de Cámara de Pforzheim. Entre ellas se encuentran Brich dem Hungrigen dein Brot, BWV 39 con Barbara Scherler y Bruce Abel, una cantata que Bach escribió para el primer domingo después de la Trinidad de 1726. En 1957 grabó la Misa en si menor de Bach con Werner y su coro, Helmut Krebs y Franz Kelch.
Su repertorio también incluyó obras de Georg Friedrich Händel, Joseph Haydn, Wolfgang Amadeus Mozart, Johannes Brahms, Hans Pfitzner, Arnold Schoenberg y Hans Werner Henze. Interpretó el Oratorio de Navidad de Bach con el Beethovenchor Ludwigshafen en 1957 y el Requiem alemán de Brahms bajo la batuta de Horst Stein en 1967. Con el Heinrich-Schütz-Chor Heilbronn interpretó El Mesías de Handel en 1957 y el Oratorio de Navidad de Bach en 1967. Asimismo, apareció con el Bonner Bach-Gesellschaft en Le Laudi de Hermann Suter en 1967 y en el Requiem de Antonín Dvořák en 1975. Grabó las canciones de Igor Stravinsky, Pastorale para soprano, oboe, corno inglés, clarinete y fagot, y su orquestación de Two Sacred Songs de Hugo Wolf.